# World Team Trophy 2019
World Team Trophy 2019 – 6. edycja zawodów drużynowych w łyżwiarstwie figurowym, które odbywały się od 11 do 14 kwietnia 2019 w hali Marine Messe w Fukuoce.
W zawodach wzięło udział 6 najlepszych reprezentacji, z których każda zobowiązana była wystawić: dwóch solistów, dwie solistki, jedną parę sportową i jedną parę taneczną. Zwyciężyły Stany Zjednoczone, srebrny medal zdobyła Japonia, zaś brązowy Rosja.

## Rekordy świata
| Rekordy świata (GOE±5) na moment rozpoczęcia zawodów (stan na 11 kwietnia 2019): | Rekordy świata (GOE±5) na moment rozpoczęcia zawodów (stan na 11 kwietnia 2019): | Rekordy świata (GOE±5) na moment rozpoczęcia zawodów (stan na 11 kwietnia 2019): | Rekordy świata (GOE±5) na moment rozpoczęcia zawodów (stan na 11 kwietnia 2019): | Rekordy świata (GOE±5) na moment rozpoczęcia zawodów (stan na 11 kwietnia 2019): | Rekordy świata (GOE±5) na moment rozpoczęcia zawodów (stan na 11 kwietnia 2019): |
| Konkurencja                                                                      | Segment                                                                          | Zawodnicy                                                                        | Punkty                                                                           | Zawody                                                                           | Data                                                                             |
| -------------------------------------------------------------------------------- | -------------------------------------------------------------------------------- | -------------------------------------------------------------------------------- | -------------------------------------------------------------------------------- | -------------------------------------------------------------------------------- | -------------------------------------------------------------------------------- |
| Soliści                                                                          | Nota łączna                                                                      | Nathan Chen                                                                      | 323,42                                                                           | Mistrzostwa świata 2019                                                          | 23 marca 2019                                                                    |
| Soliści                                                                          | Program dowolny                                                                  | Nathan Chen                                                                      | 216,02                                                                           | Mistrzostwa świata 2019                                                          | 23 marca 2019                                                                    |
| Soliści                                                                          | Program krótki                                                                   | Yuzuru Hanyū                                                                     | 110,53                                                                           | Rostelecom Cup 2018                                                              | 16 listopada 2018                                                                |
| Solistki                                                                         | Nota łączna                                                                      | Alina Zagitowa                                                                   | 238,43                                                                           | Nebelhorn Trophy 2018                                                            | 28 września 2018                                                                 |
| Solistki                                                                         | Program dowolny                                                                  | Alina Zagitowa                                                                   | 158,50                                                                           | Nebelhorn Trophy 2018                                                            | 28 września 2018                                                                 |
| Solistki                                                                         | Program krótki                                                                   | Rika Kihira                                                                      | 82,51                                                                            | Finał Grand Prix 2018                                                            | 6 grudnia 2018                                                                   |
| Pary sportowe                                                                    | Nota łączna                                                                      | Sui Wenjing / Han Cong                                                           | 234,84                                                                           | Mistrzostwa świata 2019                                                          | 21 marca 2019                                                                    |
| Pary sportowe                                                                    | Program dowolny                                                                  | Sui Wenjing / Han Cong                                                           | 155,60                                                                           | Mistrzostwa świata 2019                                                          | 21 marca 2019                                                                    |
| Pary sportowe                                                                    | Program krótki                                                                   | Jewgienija Tarasowa / Władimir Morozow                                           | 81,21                                                                            | Mistrzostwa świata 2019                                                          | 20 marca 2019                                                                    |
| Pary taneczne                                                                    | Nota łączna                                                                      | Gabriella Papadakis / Guillaume Cizeron                                          | 222,65                                                                           | Mistrzostwa świata 2019                                                          | 23 marca 2019                                                                    |
| Pary taneczne                                                                    | Taniec dowolny                                                                   | Gabriella Papadakis / Guillaume Cizeron                                          | 134,23                                                                           | Mistrzostwa świata 2019                                                          | 23 marca 2019                                                                    |
| Pary taneczne                                                                    | Taniec rytmiczny                                                                 | Gabriella Papadakis / Guillaume Cizeron                                          | 88,42                                                                            | Mistrzostwa świata 2019                                                          | 22 marca 2019                                                                    |

W trakcie zawodów ustanowiono następujące rekordy świata (GOE±5):
| Konkurencja   | Segment        | Zawodnicy                               | Punkty | Data             |
| ------------- | -------------- | --------------------------------------- | ------ | ---------------- |
| Pary taneczne | Nota łączna    | Gabriella Papadakis / Guillaume Cizeron | 223,13 | 12 kwietnia 2019 |
| Pary taneczne | Taniec dowolny | Gabriella Papadakis / Guillaume Cizeron | 135,82 | 12 kwietnia 2019 |
| Solistki      | Program krótki | Rika Kihira                             | 83,97  | 11 kwietnia 2019 |

## Terminarz
| Data        | Godzina                           | Konkurencja     | Segment          |
| ----------- | --------------------------------- | --------------- | ---------------- |
| 11 kwietnia | 15:15 UTC+09:00 / 08:15 UTC+02:00 | Pary taneczne   | Taniec rytmiczny |
| 11 kwietnia | 16:35 UTC+09:00 / 09:35 UTC+02:00 | Solistki        | Program krótki   |
| 11 kwietnia | 18:40 UTC+09:00 / 11:40 UTC+02:00 | Soliści         | Program krótki   |
| 12 kwietnia | 16:00 UTC+09:00 / 09:00 UTC+02:00 | Pary sportowe   | Program krótki   |
| 12 kwietnia | 17:25 UTC+09:00 / 10:25 UTC+02:00 | Pary taneczne   | Taniec dowolny   |
| 12 kwietnia | 19:00 UTC+09:00 / 12:00 UTC+02:00 | Soliści         | Program dowolny  |
| 13 kwietnia | 15:15 UTC+09:00 / 08:15 UTC+02:00 | Pary sportowe   | Program dowolny  |
| 13 kwietnia | 16:50 UTC+09:00 / 09:50 UTC+02:00 | Solistki        | Program dowolny  |
| 14 kwietnia | 14:00 UTC+09:00 / 07:00 UTC+02:00 | Pokazy mistrzów | Pokazy mistrzów  |

## Medaliści
| Złoto | Srebro | Brąz |
| Stany Zjednoczone Nathan Chen · Vincent Zhou · Mariah Bell · Bradie Tennell · Ashley Cain / Timothy LeDuc · Madison Hubbell / Zachary Donohue | Japonia Keiji Tanaka · Shōma Uno · Rika Kihira · Kaori Sakamoto · Riku Miura / Shoya Ichihashi · Misato Komatsubara / Tim Koleto | Rosja Andriej Łazukin · Aleksandr Samarin · Sofja Samodurowa · Jelizawieta Tuktamyszewa · Natalja Zabijako / Aleksandr Enbiert · Wiktorija Sinicyna / Nikita Kacałapow |

## Składy reprezentacji
| Reprezentacja                                | Soliści                           | Solistki                                  | Pary sportowe                           | Pary taneczne                           |
| -------------------------------------------- | --------------------------------- | ----------------------------------------- | --------------------------------------- | --------------------------------------- |
| Francja · Kapitan: Morgan Ciprès             | Kévin Aymoz Adam Siao Him Fa      | Laurine Lecavelier Maé-Bérénice Méité     | Vanessa James / Morgan Ciprès           | Gabriella Papadakis / Guillaume Cizeron |
| Japonia · Kapitan: Misato Komatsubara        | Keiji Tanaka Shōma Uno            | Rika Kihira Kaori Sakamoto                | Riku Miura / Shoya Ichihashi            | Misato Komatsubara / Tim Koleto         |
| Kanada · Kapitan: Andrew Poje                | Keegan Messing Nam Nguyen         | Alaine Chartrand Gabrielle Daleman        | Kirsten Moore-Towers / Michael Marinaro | Kaitlyn Weaver / Andrew Poje            |
| Rosja · Kapitan: Nikita Kacałapow            | Andriej Łazukin Aleksandr Samarin | Sofja Samodurowa Jelizawieta Tuktamyszewa | Natalja Zabijako / Aleksandr Enbiert    | Wiktorija Sinicyna / Nikita Kacałapow   |
| Stany Zjednoczone · Kapitan: Madison Hubbell | Nathan Chen Vincent Zhou          | Mariah Bell Bradie Tennell                | Ashley Cain / Timothy LeDuc             | Madison Hubbell / Zachary Donohue       |
| Włochy · Kapitan: Marco Fabbri               | Daniel Grassl Matteo Rizzo        | Marina Piredda Roberta Rodeghiero         | Nicole Della Monica / Matteo Guarise    | Charlène Guignard / Marco Fabbri        |

## Wyniki

### Soliści
| Poz. | Zawodnik          | Reprezentacja     | Nota łączna | SP | SP     | Pts. | FS | FS     | Pts. |
| ---- | ----------------- | ----------------- | ----------- | -- | ------ | ---- | -- | ------ | ---- |
| 1    | Nathan Chen       | Stany Zjednoczone | 301,44      | 1  | 101,95 | 12   | 1  | 199,49 | 12   |
| 2    | Vincent Zhou      | Stany Zjednoczone | 299,01      | 2  | 100,51 | 11   | 2  | 198,50 | 11   |
| 3    | Shōma Uno         | Japonia           | 282,24      | 3  | 92,78  | 10   | 3  | 189,46 | 10   |
| 4    | Matteo Rizzo      | Włochy            | 260,53      | 6  | 87,64  | 7    | 5  | 172,89 | 8    |
| 5    | Keiji Tanaka      | Japonia           | 258,84      | 4  | 89,05  | 9    | 6  | 169,79 | 7    |
| 6    | Keegan Messing    | Kanada            | 257,79      | 9  | 79,75  | 4    | 4  | 178,04 | 9    |
| 7    | Nam Nguyen        | Kanada            | 251,97      | 7  | 87,57  | 6    | 7  | 164,40 | 6    |
| 8    | Andriej Łazukin   | Rosja             | 249,33      | 5  | 88,96  | 8    | 8  | 160,37 | 5    |
| 9    | Kévin Aymoz       | Francja           | 239,05      | 8  | 85,22  | 5    | 10 | 153,83 | 3    |
| 10   | Aleksandr Samarin | Rosja             | 230,37      | 12 | 71,84  | 1    | 9  | 158,53 | 4    |
| 11   | Daniel Grassl     | Włochy            | 228,36      | 10 | 79,68  | 3    | 11 | 148,68 | 2    |
| 12   | Adam Siao Him Fa  | Francja           | 204,67      | 11 | 72,56  | 2    | 12 | 132,11 | 1    |

### Solistki
| Poz. | Zawodniczka              | Reprezentacja     | Nota łączna | SP | SP       | Pts. | FS | FS     | Pts. |
| ---- | ------------------------ | ----------------- | ----------- | -- | -------- | ---- | -- | ------ | ---- |
| 1    | Jelizawieta Tuktamyszewa | Rosja             | 234,43      | 2  | 80,54    | 11   | 1  | 153,89 | 12   |
| 2    | Bradie Tennell           | Stany Zjednoczone | 225,64      | 4  | 74,81    | 9    | 2  | 150,83 | 11   |
| 3    | Kaori Sakamoto           | Japonia           | 223,65      | 3  | 76,95    | 10   | 3  | 146,70 | 10   |
| 4    | Rika Kihira              | Japonia           | 222,34      | 1  | 83,97 WR | 12   | 5  | 138,37 | 8    |
| 5    | Sofja Samodurowa         | Rosja             | 207,45      | 6  | 68,61    | 7    | 4  | 138,84 | 9    |
| 6    | Mariah Bell              | Stany Zjednoczone | 206,06      | 5  | 70,89    | 8    | 6  | 135,17 | 7    |
| 7    | Marina Piredda           | Włochy            | 180,55      | 9  | 60,33    | 4    | 7  | 120,22 | 6    |
| 8    | Maé-Bérénice Méité       | Francja           | 173,67      | 10 | 59,45    | 3    | 8  | 114,22 | 5    |
| 9    | Gabrielle Daleman        | Kanada            | 171,81      | 7  | 64,33    | 6    | 10 | 107,48 | 3    |
| 10   | Laurine Lecavelier       | Francja           | 170,24      | 8  | 62,53    | 5    | 9  | 107,71 | 4    |
| 11   | Roberta Rodeghiero       | Włochy            | 155,09      | 12 | 48,45    | 1    | 11 | 106,64 | 2    |
| 12   | Alaine Chartrand         | Kanada            | 147,27      | 11 | 52,36    | 2    | 12 | 94,91  | 1    |

### Pary sportowe
| Poz. | Zawodnicy                               | Reprezentacja     | Nota łączna | SP | SP    | Pts. | FS | FS     | Pts. |
| ---- | --------------------------------------- | ----------------- | ----------- | -- | ----- | ---- | -- | ------ | ---- |
| 1    | Vanessa James / Morgan Ciprès           | Francja           | 226,00      | 2  | 73,48 | 11   | 1  | 152,52 | 12   |
| 2    | Natalja Zabijako / Aleksandr Enbiert    | Rosja             | 217,12      | 1  | 75,80 | 12   | 2  | 141,32 | 11   |
| 3    | Nicole Della Monica / Matteo Guarise    | Włochy            | 200,62      | 3  | 69,77 | 10   | 4  | 130,85 | 9    |
| 4    | Kirsten Moore-Towers / Michael Marinaro | Kanada            | 200,22      | 4  | 68,38 | 9    | 3  | 131,84 | 10   |
| 5    | Ashley Cain / Timothy LeDuc             | Stany Zjednoczone | 192,15      | 5  | 66,91 | 8    | 5  | 125,24 | 8    |
| 6    | Riku Miura / Shoya Ichihashi            | Japonia           | 137,91      | 6  | 44,93 | 7    | 6  | 92,98  | 7    |

### Pary taneczne
| Poz. | Zawodnicy                               | Reprezentacja     | Nota łączna | RD | RD    | Pts. | FD | FD        | Pts. |
| ---- | --------------------------------------- | ----------------- | ----------- | -- | ----- | ---- | -- | --------- | ---- |
| 1    | Gabriella Papadakis / Guillaume Cizeron | Francja           | 223,13 WR   | 1  | 87,31 | 12   | 1  | 135,82 WR | 12   |
| 2    | Wiktorija Sinicyna / Nikita Kacałapow   | Rosja             | 215,20      | 2  | 84,57 | 11   | 2  | 130,63    | 11   |
| 3    | Madison Hubbell / Zachary Donohue       | Stany Zjednoczone | 209,97      | 3  | 82,86 | 10   | 3  | 127,11    | 10   |
| 4    | Kaitlyn Weaver / Andrew Poje            | Kanada            | 203,78      | 5  | 79,60 | 8    | 4  | 124,18    | 9    |
| 5    | Charlène Guignard / Marco Fabbri        | Włochy            | 202,54      | 4  | 80,25 | 9    | 5  | 122,29    | 8    |
| 6    | Misato Komatsubara / Tim Koleto         | Japonia           | 160,24      | 6  | 60,93 | 7    | 6  | 99,31     | 7    |

### Klasyfikacja końcowa
| Poz. | Reprezentacja     | Soliści | Soliści | Solistki | Solistki | Pary sportowe | Pary sportowe | Pary taneczne | Pary taneczne | Pts. |
| Poz. | Reprezentacja     | SP      | FS      | SP       | FS       | SP            | FS            | RD            | FD            | Pts. |
| ---- | ----------------- | ------- | ------- | -------- | -------- | ------------- | ------------- | ------------- | ------------- | ---- |
| 1    | Stany Zjednoczone | 23      | 23      | 17       | 18       | 8             | 8             | 10            | 10            | 117  |
| 2    | Japonia           | 19      | 17      | 22       | 18       | 7             | 7             | 7             | 7             | 104  |
| 3    | Rosja             | 9       | 9       | 18       | 21       | 12            | 11            | 11            | 11            | 102  |
| 4    | Francja           | 7       | 4       | 8        | 9        | 11            | 12            | 12            | 12            | 75   |
| 5    | Kanada            | 10      | 15      | 8        | 4        | 9             | 10            | 8             | 9             | 73   |
| 6    | Włochy            | 10      | 10      | 5        | 8        | 10            | 9             | 9             | 8             | 69   |